# Велико веће (Дубровник)
Велико веће (лат. Consilium maius, или итал. ) је чинило целокупно пунолетно (мушко) феудално племство (након навршених 18 година) Дубровачке републике (лат. Respublica Ragusina: 1358-1808) и њему је (као облику Скупштине) припадала законодавна власт републике.
 
У управној структури града Дубровника (лат. Ragusium, или Ragusa), постојало је и „Мало веће“ (лат. Consilium minus) од 11 чланова, које је заједно са најистакнутијим припадницима „Великог већа“ чинило „Веће умољених“ (лат. Consilium rogatorum) од 45 чланова, које се често помињане у историјским изворима и као – „Дубровачки сенат“ (лат. Senatus Ragusinus).
 
Велико веће се први пут помиње1235. године, а састајало се једанпут месечно.

У почетку је било састављено од 480 чланова, бираних по врло компликованом поступку из редова најутицајнијих племићких породица, а касније, чланови овог Већа престају се бирати (по пунолетству постају стални чланови).
 
Оно је бирало сваке године чланове „Већа умољених“ и „Малог већа“, а на сваких месец дана „Дубровачког кнеза“.
Капути »већника« (лат. consiliarii) били су са унутрашње стране подстављени крзном, али је само кнежев »хабит« (свечана одећа, посебно украшена) био црвене боје.
Дубровачка грађанска класа је такође савета и захтева доприносила друштвено-управном животу републике, преко своје две најпознатије лаичке братовштине познате под именима Антунини и Лазарини (настала је од једног дела Антнина).

## Правна контрола рада Великог већа
Конкретна правна овлаштења сваког управног тела Дубровачке републике регулисао је Дубровачки статут (лат. Liber statutorum civitatis Ragusii), донесен први пут 1279. године, а потом допуњен 1437. године.
 
Статут обухвата осам књига, од којих су првих седам донете 1272. године, а осма представља зборник допуна и измена изворнога текста, које су учињене до 1358. године.
 
Прве три књиге Статута посвећене су државној организацији, четврта приватном праву, док су у петој књизи истовремено нашле места норме приватног и јавног права.
 
Шеста књига је посвећена кривичном, а седма поморском праву.
Разрађивање статутарних норми вршено је хронолошким редом преко
„Зелене књиге“ (лат. Liber viridis) и „Жуте књиге“ (лат. Liber croceus) назване су тако по боји својих корица.
 
У „Зелену књигу“ вршени су уписи од 1358. до 1460. године, а од тада па до 1808. године у „Жуту књигу“.
Посебно важан државни орган у Дубровнику били су чувари закона, тј. „Државни провизори“ (лат. Proveditores terræ, или итал. Provveditori dello stato), који ради као стална магистратура од 1477. године.

Петорицу провизора (тројицу после 1667. године) бирало је „Велико веће“ на једногодишњи мандат из редова властеле старије од 50 година.
 
Њима је био поверен надзор над радом кнеза и сва три већа утолико што су својим ветом могли спречити извршење сваког закључка или одлуке напред поменутих органа, уколико нађу да је акт неког од њих супротан дубровачким законима.
 
Кроз рад овога органа дубровачко право је упознало ону установу која се у модерноме праву назива контролом уставности.

## Ограничена самосталност Дубровачке републике
Дубровник је од 27. маја 1358. године био под номиналном влашћу Краљевине Мађарске (лат. Regnum Hungariæ: 1000-1526), тј. био је дужан да истој плаћа годишњи данак (500 дуката) и да у свечане дане истиче мађарску заставу, а у случају рата морали су је помагати на мору, док се са друге стране, мађарски краљеви нису мешали у њихове унутрашње послове републике.
 
Дубровник остаје под (формалном) мађарском влашћу све до 29. августа 1526. године, када је уништена Краљевина Мађарска, односно до битке код Мохача.
Убрзо после француске окупације Дубровника (25. маја 1806. године), укида се Дубровачка република (31. јануар 1808. године) и распушта „Велико веће“.